# آدولف بوتنانت
آدولف فریدریش یوهان بوتنانت (به آلمانی: Adolf Friedrich Johann Butenandt) (زاده ۲۴ مارس ۱۹۰۳ – درگذشته ۱۸ ژانویه ۱۹۹۵) شیمی‌دان و زیست‌شیمی‌دان آلمانی بود که در سال ۱۹۳۹ برای کارش بر روی هورمون‌های جنسی موفق به دریافت جایزه نوبل شیمی شد.

استرون